# Frost Rocks
Die Frost Rocks sind eine Gruppe von Klippenfelsen vor der Graham-Küste des Grahamlands auf der Antarktischen Halbinsel. Im Wilhelm-Archipel liegen sie südwestlich der südlichen Argentinischen Inseln und 800 m südwestlich der Whiting Rocks.
Das UK Antarctic Place-Names Committee benannte sie 1971 nach Richard Frost (* 1946), Vermessungsassistent der hydrographischen Einheit an Bord der Endurance in diesem Gebiet im Februar 1969.